# Valtibolla
La Valtibolla (o Val Tibolla, chiamata nel tratto settentrionale anche Val Cicogna) è una valle prealpina in provincia di Belluno.
La valle è attraversata dal torrente Cicogna, delimitata a sud dal massiccio del Col Visentin e il Monte Sambuga; nel tratto iniziale è molto profonda, la gola corre ai lati della Valpiana (a est) e del piano del Nevegal (a ovest). Si apre nella zona collinare di Castion e Limana fino a fondersi con la Valbelluna nella confluenza del torrente Cicogna con il Piave.
La valle, rispetto ad altre della dorsale Cesen-Visentin, risulta ricca di borgate e nuclei sparsi, oggi in parte abbandonati. 
Da sud a nord, lungo la principale strada di collegamento, troviamo i nuclei di:
- Sambuga: nucleo sparso posto a mezza costa dell'omonimo rilievo; oggi completamente abbandonato.
- I Bosch: nucleo sparso nel versante meridionale del Col del Balcon tra i 700 e gli 800 m s.l.m.
- Tibolla: è la borgata più alta da cui prende nome la valle. Completamente disabitato (2018), conserva la chiesa di San Giovanni Battista di epoca cinquecentesca, legata a molte leggende. All'interno pare siano presenti delle scritte arabesche non più visibili. All'esterno intorno agli anni settanta sono venuti alla luce delle tombe contenenti elmi e armi[1].
- Tassei: nucleo alle pendici del Col Visentin in una conca delimitata dal torrente Cicogna. Vi si trova la chiesa di San Giuseppe Lavoratore.
- Piandelmonte: posto su un pianoro alle pendici del Visentin, rivolto verso settentrione. Salendo da Piandelmonte e possibile raggiungere il nucleo de Le Ronce e il Nevegal. A Piandelmonte era attiva una scuola elementare (chiusa), poco distante vi sorge la chiesa di San Michele.
- Medil

Per un buon tratto si trovano case sparse fino alla località di Noghera dove attraversando il Cicogna si arriva a Ceresera.
Presso i paesi di Castoi e Coi la valle si apre diventando Valcicogna fino alla conclusione nel Piave.

## Storia
Nelle documentazione il nome è presente dal 1548 come Val di Tibolla nel '600 cambia in Tibola, e poi riprende il nome originale. La valle apparteneva in parte alla regola di Tibolla e in parte a quella di Castion. L'etimo è ancora sconosciuto.
Come appena descritto la valle era suddivisa da più regole, tuttora è divisa tra i comuni di Belluno e Limana. Durante l'epoca napoleonica il paese di Tibolla fu retto a comune, in seguito soppresso. 
Tassei e Piandelmonte formavano fino agli anni settanta una parrocchia, successivamente accorpata a quella di Visome (frazione di Belluno). A Piandelmonte e Ceresera erano attive due scuole, soppresse anch'esse; come tutte le locande presenti in ogni paese.
Durante la seconda guerra mondiale il territorio fu rifugio per partigiani, che portarono a numerosi arresti ed esecuzioni. I prigionieri catturati nelle montagne venivano condotti a piedi lungo la strada che corre lungo tutta la valle, fino al carcere di Belluno; molti venivano giustiziati nel tragitto, dove ancora nel ventunesimo secolo si ricordano nei numerosi monumenti.

## Cultura
La zona per le caratteristiche isolate, basti pensare che una parte di essa fino agli anni settanta era collegata solo da un sentiero, ha sviluppato una cultura diversa dal resto del bellunese. Il suo dialetto è stato oggetto di studio, poiché per l'isolamento non ha subito influenze con altre parlate ed è rimasto intatto nella forma arcaica Anche la tipologia di architettura risulta particolarmente tipica e unica. A causa dello spopolamento però, molte caratteristiche della cultura sono andate perse..